# Ken Colbung
Ken Desmond Colbung (Moore River, 2 september 1931 – Perth, 12 januari 2010), ook gekend onder zijn aboriginesnaam Nundjan Djiridjarkan, was een West-Australische leider van de Bibbulman Nyungah Aborigines. Hij was een van de drijvende krachten achter de Aboriginal Heritage Protection Act van 1972 en de repatriëring uit Engeland van het hoofd van de nyungahkrijger Yagan.

## Vroege leven
Colbung werd op 2 september 1931 in de Moore River Native Settlement in West-Australië geboren. Zijn moeder stierf toen hij zes jaar oud was, waarna hij werd ondergebracht in Sister Kate’s Home for Children. Hij werkte op boerderijen tot hij op 19-jarige leeftijd in het leger toetrad. Hij diende 15 jaar in het leger, nam deel aan de Koreaanse Oorlog en klom op tot de rang van sergeant.

## Activisme
Hij werd in de jaren 1960 actief in de Australische Black Power-beweging. Colbung maakte deel uit van de New Era Aboriginal Fellowship (NEAF) en zette gemeenschapscentra op van en voor Aborigines. Ze konden er op een gecentraliseerde plaats terecht voor allerlei diensten, van medische en legale hulp tot onderdak.
Hij werkte in New South Wales, Canberra en West-Australië. Hij was stichtend voorzitter van de Aboriginal Legal Service of Western Australia, lid en voorzitter van het West-Australische Aboriginal Cultural Material Committee en voorzitter van de West-Australische Aboriginal Lands Trust. Hij werd verkozen tot bestuurslid, en was eerste voorzitter met een aboriginesafkomst, van het Australian Institute of Aboriginal and Torres Strait Islander Studies (AIATSIS). Colbung was een van de drijvende krachten achter de Aboriginal Heritage Protection Act van 1972 die alle aborigineserfgoed beschermt.
Op het einde van de 20e eeuw was Colbung een van de mensen die het hoofd van de aborigineskrijger Yagan uit Liverpool in Engeland repatrieerden. Hij veroorzaakte een mediastorm in Australië toen hij, op de ceremonie bij de teruggave van Yagans hoofd, de dood van prinses Diana eerder die dag, in verband bracht met de dood van Yagan en de repatriëring van diens hoofd.

## Erkenning en nalatenschap
Ken Colbung stierf op 12 januari 2010 na een korte ziekte. Hij werd alom geprezen voor zijn inzet voor het verbeteren van de levensomstandigheden van de Australische Aborigines en het bewaren van hun cultuur, erfgoed en tradities. In 1980 werd Colbung als lid in de Orde van het Britse Rijk en in 1982 in de Orde van Australië opgenomen.
Colbung waarschuwde de Aborigines ervoor niet te veel nadruk te leggen op het materiële zoals bijvoorbeeld eigendomsrechten over land, of de nadruk te leggen op het vasthouden aan oude ceremoniën waarvan de oorsprong niet meer zeker is. Volgens hem konden de Aborigines hun identiteit en gemeenschappen het best versterken en zichzelf terug oprichten en vooruit helpen door de nadruk te leggen op de omgang met het land dan op het bezit ervan. De Aborigines hebben veel bij te dragen aan het respect voor de planeet en de nationale en internationale natuurbeweging.